# Rawkus Records
Rawkus Records — колишній, нині непрацюючий американський лейбл звукозапису що функціонував з 1996 року. Відомий тим що саме з Rawkus Records почалася музична кар'єра таких виконавців як Мос Деф та Таліб Квелі.
Лейблом керували Брайан Братер і Джаррет Маєр. Згодом вони підписали кількох нью-йоркських зірок на кшталт Моса Дефа, Таліба Квелі, Hi-Tek'а та Company Flow. Як вважають знавці музики, деякі релізи Rawkus Records змогли відродити клясичне звучання Східноамериканського гіп-гопу. За час існування лейбл став чи не найголовнішою студією звукозапису в американському андеґраунді. До числа виданих альбомів зараховуються кілька золотих та один платиновий альбом.